# Dithmarschen (Schiff)
Die Dithmarschen war ein deutscher Fischdampfer, der im Ersten Weltkrieg als Vorpostenboot in der Sondergruppe Schlieder eingesetzt war.

## Verwendung
Bis zum Ausbruch des Ersten Weltkriegs wurde die Dithmarschen durchgehend als Fischdampfer genutzt.
Am 13. Oktober 1914 wurde der Dampfer von der Kaiserlichen Marine der Nordseevorpostenflottille zugeteilt. Spätestens Anfang 1916 wurde sie zusammen mit den VP-Booten Bismarck und Kehdingen Teil der Sondergruppe Schlieder, die in der westlichen und nördlichen Nordsee zur U-Bootbekämpfung, Aufklärung und Zerstörung von Seekabeln eingesetzt wurde. Hierbei wurde sie auch als U-Boot-Falle eingesetzt.
Am 22. Mai 1919 wurde die Dithmarschen ihrem früheren Eigentümer zurückgegeben und wurde vermutlich wieder in der Fischerei eingesetzt. Am 15. Juni 1927 wurde sie nach Argentinien ausgeflaggt; unklar ist, ob sie auch dorthin verkauft wurde. 1937 wurde sie aus dem Schiffsregister gelöscht, der weitere Verbleib ist unbekannt.

## Sonstige Daten
Baunummer: 76
Fischereikennzeichen: SD 40